# Nurmes
Nurmes è una città finlandese di 9243 abitanti, situata nella regione della Carelia Settentrionale.
La città divenne un paese indipendente nel 1810 e venne espanso fino a diventare kauppala (città-mercato) nel 1876 durante il regno dello zar Alessandro II di Russia; la città vecchia conserva ancora il carattere che le fu impresso dal sovrano russo del XIX secolo.
La chiesa luterana risale al 1896 ed è la chiesa più grande della Carelia settentrionale, con 2300 posti a sedere. All'interno vi sono alcuni modelli in scala ridotta di chiese luterane più antiche.

## Bomban talo

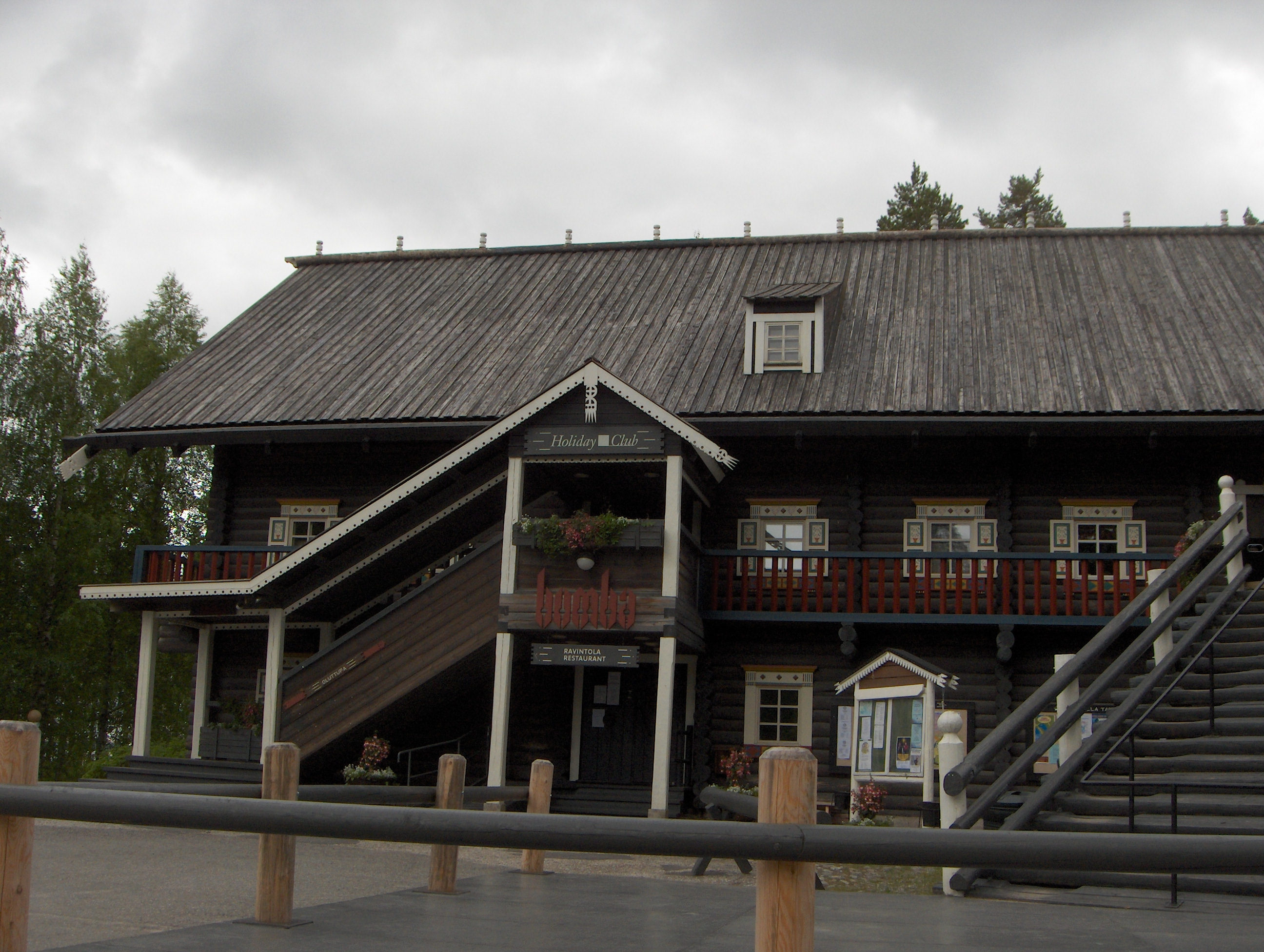
La Bomban talo

La Bomban talo (lett. "casa di Bomba"), 2,5 km a sud dal centro, è la riproduzione di una tipica residenza di una famiglia careliana, e fu costruita nel 1855 da Jegor Bombin (da qui il nome della costruzione), un agricoltore originario di Suojärvi (oggi nella Carelia russa).
Nelle vicinanze è stato ricostruito un villaggio careliano, con una tsasouna (cappella) ortodossa e un teatro estivo.

## Amministrazione

### Gemellaggi
- Laholm
- Møn
- Ørsta
- Volda
- Segeža